# Kane (Command & Conquer)

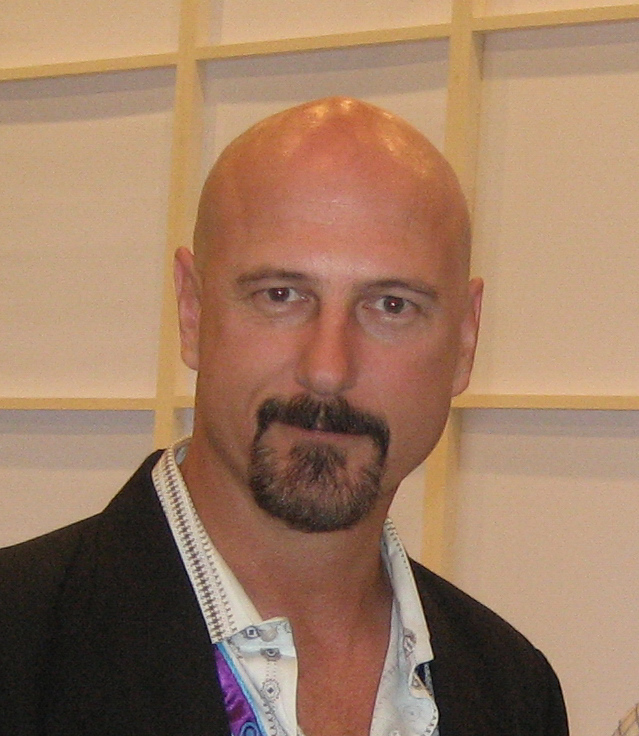
Joseph D. Kucan, interpreta a Kane en Command & Conquer.

Kane es un prominente personaje ficticio procedente de la saga de juegos de ordenador "Command & Conquer" de estrategia en tiempo real, perteneciente a la empresa Westwood Studios, y es el genio infame y aparentemente inmortal que está detrás de la antigua y secreta sociedad de la Hermandad de Nod. Poco se sabe sobre la verdad de él; muchos de sus seguidores dibujan una conexión entre él y la figura bíblica de Caín, de la que Kane no lo confirma ni lo niega.
Está interpretado por Joseph D. Kucan.

## Biografía
Entre sus seguidores hay quienes le atribuyen miles de años, y que sostienen la tradición de compararlo con Caín. Y como el hombre no parece envejecer, aun cuando sus actividades conocidas en nuestra época moderna son casi de un siglo entero, esto parece de alguna manera totalmente posible.
Las alusiones bíblicas a la naturaleza de Kane también existen: él utiliza nombres como Jacob y Caine como alias, el primer prototipo del tanque invisible "Stealth Tank" del Nod fue llamado la “Rueda de Ezekiel”, probablemente por la forma en que los Ángeles fueron vistos por Ezekiel, y el nombre del “Nod” en sí mismo se puede también considerar como refiriéndose a la tierra bíblica por la cual estuvo vagando Caín después del destierro por el asesinato de su hermano Abel. En el final soviético del Command & Conquer: Red Alert, uno de los seguidores de Kane cita el mismo pasaje de la Biblia que describe cómo Caín se instaló en la tierra de Nod. 
Más importantemente, en el Command & Conquer la campaña en la que el superior del jugador es inicialmente un hombre llamado Seth, es el segundo hermano bíblico de Caín, y es la mano derecha de Kane. Mientras que el jugador progresa en la campaña, llega a ser evidente que Kane comienza a favorecer al jugador sobre Seth, que llega a estar cada vez más enfurecido con el jugador que sigue teniendo éxito consecutivamente. Seth entonces traza un plan para tener al jugador ocupado. Procurando poder usurpar la posición de Kane, mientras que pide al jugador que realice una invasión suicida de los Estados Unidos de América. Antes de que esto pueda ocurrir, Kane mata a Seth de un tiro en la cabeza mientras que él resume al jugador el plan para el ataque; su cuerpo se preserva en el templo de Nod como “trofeo” y de un recordatorio constante a cualesquiera que trazaran contra Kane algún plan. 
El trofeo fue visto en Renegade por un comando del GDI que se infiltraba al templo en El Cairo. El comando también descubrió un ataúd que llevaba el nombre de “Abel” junto con la historia de Caín y de Abel escrito en hebreo debajo del templo, que, según Kane, marcó el sitio del templo original de la Hermandad.